# سونیا اسمیت
سونیا الئنورا اسمیت ژاکت (به انگلیسی: Sonya Eleonora Smith Jacquet) (زاده ۲۳ آوریل ۱۹۷۲ در فیلادلفیا) بازیگر زن ونزوئلایی-آمریکایی است.
همسر سابق او گابریل پوراس نیز بازیگر سینما است.
وی در فیلم الیسا کجاست در نقش دانا ریگز بازی کرده است.